# Cerro El Roble
Cerro El Roble är ett berg i Chile.   Det ligger i provinsen Provincia de Quillota och regionen Región de Valparaíso, i den södra delen av landet, 60 km nordväst om huvudstaden Santiago de Chile. Toppen på Cerro El Roble är 2 222 meter över havet.
På berget finns observatoriet Estación Astronómica de Cerro El Roble.
Terrängen runt Cerro El Roble är kuperad åt sydväst, men åt nordost är den bergig. Närmaste större samhälle är Llaillay, 17,0 km norr om Cerro El Roble. 
Omgivningarna runt Cerro El Roble är i huvudsak ett öppet busklandskap. Runt Cerro El Roble är det ganska glesbefolkat, med 31 invånare per kvadratkilometer.